# Opvs Contra Natvram
Opvs Contra Natvram — двенадцатый студийный альбом польской блэк-дэт-метал-группы Behemoth, выпущенный 16 сентября 2022 года на лейбле Nuclear Blast.

## История
По словам группы, впервые за их более чем 30-летнюю карьеру у них не было крайних сроков, что позволило «почти беспрецедентно уделить внимание процессу написания и записи». Название альбома означает «идти против течения» — объяснил Нергал, основатель коллектива.
Сведением альбома занимался Джо Баррези, известный по работе с Nine Inch Nails, Tool, QOTSA и Alice in Chains. Обложка альбома существует в двух вариантах — белом и чёрном.

## Продвижение
11 мая 2022 года вышел сингл «Ov My Herculean Exile». Клип на песню сняла Зузанна Плиш. Впервые группа исполнила трек 16 апреля на первом концерте тура «The North American Siege 2022» в городе Темпе.
15 июня 2022 года и 27 июля 2022 года группа выпустила синглы «Off to War!» и «The Deathless Sun». На оба сингла были сняты клипы.
17 августа 2022 года группа выпустила сингл «Thy Becoming Eternal» и анимационный клип на него.
Релиз альбома состоялся 16 сентября 2022 года на лейбле Nuclear Blast.

## Список композиций
| №                   | Название                 | Длительность |
| ------------------- | ------------------------ | ------------ |
| 1.                  | «Post-God Nirvana»       | 3:10         |
| 2.                  | «Malaria Vvlgata»        | 2:18         |
| 3.                  | «The Deathless Sun»      | 4:43         |
| 4.                  | «Ov My Herculean Exile»  | 5:01         |
| 5.                  | «Neo-Spartacvs»          | 4:18         |
| 6.                  | «Disinheritance»         | 4:22         |
| 7.                  | «Off To War!»            | 4:47         |
| 8.                  | «Once Upon A Pale Horse» | 4:16         |
| 9.                  | «Thy Becoming Eternal»   | 4:09         |
| 10.                 | «Versvs Christvs»        | 6:29         |
| Общая длительность: | Общая длительность:      | 43:15        |

## Участники записи
- Адам «Nergal» Дарский — вокал, гитара
- Збигнев «Inferno» Проминьский — ударные, перкуссия
- Томаш «Orion» Врублевский — бас-гитара, бэк-вокал
- Патрик «Seth» Штибер — гитара, бэк-вокал